# Альоксино (Великолуцький район)
Альоксино (рос. Алексино) — присілок в Великолуцькому районі Псковської області Російської Федерації.
Населення становить 27 осіб. Входить до складу муніципального утворення Личьовська волость.

## Історія
Від 2014 року входить до складу муніципального утворення Личьовська волость.

## Населення
| 2001 | 2002 | 2010 |
| ---- | ---- | ---- |
| 14   | ↗15  | ↗27  |